# Струков, Евгений Александрович
Евгений Александрович Струков (род. 20 апреля 1940, Таганрог) — российский предприниматель, генеральный директор института «Ростовский Промстройниипроект» (с 2002 г.)

## Биография
Родился 20 апреля 1940 года в Таганроге. Окончил Таганрогский судомеханический техникум в 1960 году. В 1967 году окончил Таганрогский радиотехнический институт. 
С 1963 по 1967 год работал техником, инженером, старшим инженером Таганрогского НИИ связи. В 1967-1971 годах — первый секретарь Октябрьского райкома ВЛКСМ г. Таганрога. В 1971-1974 годах — первый секретарь Таганрогского горкома ВЛКСМ. В 1974-1986 годах — заместитель председателя исполкома Таганрогского городского Совета народных депутатов. В 1986-1993 годах — заместитель генерального директора таганрогского НПИ «Парус». В 1993-1997 годах — директор таганрогского филиала коммерческого банка «Донинвест». В 1996-1997 годах — арбитражный управляющий Таганрогского комбайнового завода. С 1997 по 2002 год — генеральный директор ОАО «Таганрогский комбайновый завод». С 2002 года работал в Ростове-на-Дону директором института «Ростовский Промстройниипроект».
Академик Международной академии реальной экономики.

## Награды
Награждён медалями «За доблестный труд» (1970) и «За отличную службу по охране общественного порядка» (1985); удостоен звания «Лучший менеджер года» (2002), Почётный гражданин Таганрога (2008).